# Eduardo Teixeira Coelho
Eduardo Teixeira Coelho (Angra do Heroísmo, 4 de janeiro de 1919 — Florença, 31 de maio de 2005) foi um ilustrador e autor de banda desenhada. Usou os pseudónimos ETC, Etcheverry (ou Etcheveri) e sobretudo Martin Sièvre em parte importante da sua obra.

## Biografia
Nascido nos Açores, Eduardo Teixeira Coelho foi para o continente aos 11 anos, em 1930, tendo ingressado no Instituto dos Pupilos do Exército, com o número 49 e frequentado o Curso Complementar de Comércio até Agosto de 1944.
Publicou o seu primeiro trabalho - uma sequência cómica em quatro vinhetas - no Sempre Fixe de 16 de Abril de 1936. Trabalhou em publicidade e como ilustrador e, em 1943, tornou-se um dos fiéis e mais marcantes colaboradores de O Mosquito, uma famosa revista infantil portuguesa.
Foi aqui que, segundo Leonardo de Sá e António Dias de Deus (no Dicionário dos Autores de Banda Desenhada e Cartoon em Portugal), Coelho "alcançou a mestria total na ilustração de novelas com carácter histórico, moderno ou fantástico". Foi no Mosquito que, quase sempre a trabalhar com o argumentista Raul Correia, publica algumas das suas obras mais conhecidas, tais como Os Guerreiros do Lago Verde (1945), Os Náufragos do Barco sem Nome (1946), Falcão Negro (1946-1949), O Caminho do Oriente (1946-1948), Sigurd, o Herói (1946), A Lei da Selva (1948), Lobo Cinzento (1948-49), A Torre de D. Ramires (1950), O Defunto (1950), O Suave Milagre (1950), Os Doze de Inglaterra (1950-1951) e A Aia (1952).
Com o fim de O Mosquito, em 1953, desempregado e pouco contente com as limitações que o regime do Estado Novo impunha ao seu trabalho, Eduardo decidiu emigrar em 1954.
Passou pela Espanha, onde participou na revista Chicos, e pela Inglaterra, tendo-se fixado em França, onde colaborou com as revistas Vaillant, Pif gadget, Pipolin e Pirates. Publicou sobretudo usando o pseudónimo Martin Sièvre e trabalhou com os argumentistas Jean Ollivier e Roger Lécureux, criando várias personagens localizadas no mundo viquingue.
Entre as séries mais conhecidas deste período (algumas publicadas posteriormente em Portugal no Mundo de Aventuras), encontram-se Ragnar le Viking (1955-1969), Davy Crockett (1957), Wango (1957), Yves Le loup (1960-1961), Biorn le Viking (1962-1968), Cartouche (1964-1966), Robin des Bois (1969-1975), Le Furet (1975-1976), Érik, le Rouge (1976-1977) e Ayak, le Loup Blanc (1979-1984).
O estilo de Eduardo Coelho, inicialmente límpido e fluente, evoluiu, dizem Leonardo de Sá e António Dias de Deus, gradualmente para uma forma mais estática e carregada de detalhes. Radicou-se na Itália desde o início da década de 1970, tendo recebido em 1973, no Salão Internacional de Lucca, o prémio Yellow Kid, para o melhor desenhador estrangeiro.
Redescoberto em Portugal, com várias reedições e traduções, foi-lhe atribuído o Mosquito Especial em 1986 e ainda o Grande Troféu do Festival Internacional da Amadora em 1997.
Em 1998, de 23 de outubro a 8 de novembro, esteve patente uma grande exposição dos seus originais, na Galeria dos Paços do Concelho, na Amadora, com a sua presença.
No dia 31 de Maio de 2005, aos 86 anos, faleceu em Florença, cidade em que residia.

## Trabalhos publicados

### Banda desenhada
Portugal
- O Rei Triste com Gilda Teixeira Coelho (texto), Fomento de Publicações, Lda., 1954.
- A Filha do moleiro - Rumpelstilzchen, coll. "Capuchinho Vermelho" n°1, Fomento de Publicações, Lda., 1954.
- Marina e o papagaio, coll. "Capuchinho Vermelho" n°2, Fomento de Publicações, Lda., 1954.
- A Borboleta verde, coll. "Capuchinho Vermelho" n°3, Fomento de Publicações, Lda., 1955.
- O Espirito das nuvens, coll. "Capuchinho Vermelho" n°4, Fomento de Publicações, Lda., 1955.
- O Suave Milagre de Eça de Queirós (texto), adaptação de José Carlos Teixeira, Clube Português de Banda Desenhada, 1977.
- Contos de Eça de Queirós: O Tesouro - O Suave Milagre - O Defunto (adaptação de José Carlos Teixeira), Vega, 1983 (reeditado em 1984 e 1993).
- O Caminho do Oriente com Raul Correia (texto), coll. Antologia da BD Portuguesa n° 6-7-8-9-10-11, Futura, 1983.
- Falcão Negro- O Filho de Jim West, com Raul Correia (texto), coll. Antologia da BD Portuguesa n°17, Futura, 1983 (capa de Augusto Trigo).
- Fatima, Futura, 1985 (reeditado debaixo do título : A Aparição de Fátima, Meriberica 2001).
- Os Guerreiros do Lago Verde, com José Padinha (texto), Cadernos de Banda Desenhada n°5, 1987.
- Decameron de Giovanni Boccaccio, adaptação de Jorge Magalhães, n°1, Futura, 1988 :
  - A Regra da Ordem
  - São Julião Hospitaleiro
  - A Mulher do Juiz
  - A Chave do Paraíso
  - Uma Lei Injusta
  - O Salário do Pecado
- Decameron de Giovanni Boccaccio, adaptação de Jorge Magalhães, n°2, Futura, 1989 :
  - Um Bom Negócio
  - A Afogada
  - A Confissão
  - Os Dois Amantes
  - A Religiosa
  - A Égua Milagrosa
- A Torre de D. Ramires de Eça de Queirós, adaptação de Raul Correia, Antologia da BD Portuguesa n°21, Futura, 1989 (prefácio de António Dias de Deus, « Eça de Queirós visto por E.T. Coelho »).
- Os Náufragos do Barco sem Nome, com Raul Correia (texto), in O Mosquito - 60º Aniversário, Edições Época de Ouro, 1996.
- A Balada da Conquista de Lisboa (O Caminho do Oriente) , in O Mosquito - Aventuras e Curiosidades, Edições Época de Ouro, 1997.
- A Trilogia das Mouras (A Moura e a Fonte, A Moura e o Dragão, A Moura e o Mar), com Raul Correia (texto), Edições Emecê, 1997.
- Os Doze de Inglaterra, Gradiva, 2016. ISBN: 978-989-616-676-2[5].

Brasil
- A Torre de D. Ramires de Eça de Queirós, Aventuras Heróicas nº 1, Editora La Selva, 1954 (capa de Jaime Cortez).
- O Defunto de Eça de Queirós, Aventuras Heróicas nº 7, Editora La Selva, 1954 (capa de Jaime Cortez).
- O Suave Milagre de Eça de Queirós, Aventuras Heróicas nº 8, Editora La Selva, 1955 (capa de Jaime Cortez).
- O Tesouro de Eça de Queirós, Aventuras Heróicas nº 9, Editora La Selva, 1955 (capa de Jaime Cortez).
- A Aia de Eça de Queirós, Aventuras Heróicas nº 10, Editora La Selva, 1955 (capa de Jaime Cortez).

### Ilustração
- O Valor Moral da Educação Física, A lição de ginástica com aparelhagem, Livro V, de Alberto Feliciano Marques Pereira (texto), com Álvaro Duarte de Almeida (desenho), Edições Bertrand, 1949 (prefácio de Marcello Caetano).
- Dom Quixote de la Mancha de Miguel de Cervantès, adaptação de Maria Ponce, Biblioteca dos Rapazes, Edições Portugália, 1953.
  - Ilustrações reeditados in Ilustradores do Quixote na Biblioteca Nacional, Biblioteca Nacional de Portugal, 2005.
- As Capas de Eduardo Teixeira Coelho para "O Mosquito", organização de Manuel Caldas, éditions Emecê, 1994 (introdução de António Dias de Deus).
- A Arte de Bem Navegar - Navios Europeus do Século XIV ao Início do Século XVI, livro português - inglês, Edições Época de Ouro, 2000.
- José Padinha - Um grande novelista d'O Mosquito, organização de Jorge Magalhães, Cadernos de Banda Desenhada, 2006.